# Álvaro
Álvaro is een plaats (freguesia) in de Portugese gemeente Oleiros en telt 315 inwoners (2001).